# Alsodes kaweshkari
Az Alsodes kaweshkari a kétéltűek (Amphibia) osztályának békák (Anura) rendjébe és az Alsodidae családba tartozó faj.

## Előfordulása
Az Alsodes kaweshkari Chile endemikus faja, az ország déli részén két területen, a Wellington-szigeten fekvő Puerto Edénben és Seno Huemulesben honos. Természetes élőhelye tundra és kisebb Nothofagus erdők. Valószínűleg alacsony egyedszámú faj. 1998-ban már megfigyelték, de a 2001-es és 2002-es expedíciók nem bukkantak rá.